# Wayne State University Press
Wayne State University Press (ou WSU Press) est une presse universitaire qui fait partie de la Wayne State University. Elle publie sous son propre nom ainsi que les marques de commerce (imprints) Painted Turtle et Great Lakes Books Series.

## Histoire
La Wayne State University Press a été fondée en 1941 lorsque des membres du corps professoral de l'université Wayne se sont portés volontaires pour créer une entité d'édition pour « aider l'Université à encourager et à diffuser l'apprentissage universitaire ». Un professeur d'anglais a dirigé la presse, alors connue sous le nom de Wayne University Press, pendant des années en tant que projet parallèle uniquement. Ce n'est qu'en 1954 que WSU Press est devenu un éditeur à part entière.
WSU Press est situé dans le bâtiment Leonard N. Simons sur le campus principal de la Wayne State University.
Un comité de rédaction approuve les titres de Wayne State University Press. Le conseil examine les propositions et les manuscrits présentés par le service des acquisitions de WSU Press. WSU Press a également un conseil des visiteurs, chargé de la collecte de fonds et du plaidoyer en faveur de la presse.
Officiellement, WSU Press est une unité auxiliaire de l'université qui rend compte au président et reçoit une subvention annuelle qui couvre en partie le coût de son fonctionnement. Pour l'essentiel, WSU Press compte sur les revenus générés par la vente de ses publications pour couvrir ses dépenses de fonctionnement.

## Domaines
La presse a des domaines thématiques forts dans les études africaines, les études sur les contes de fées et le folklore, études cinématographiques, télévisuelles et médiatiques, études juives, intérêt régional et pathologie de la parole et du langage. Wayne State University Press publie également onze revues universitaires, dont Marvels & Tales, et plusieurs publications spécialisées, ainsi que la série Made in Michigan Writers.

## Imprints
- Painted Turtle
- Great Lakes Books